# فرودگاه صحرایی فراسکا
فرودگاه صحرایی فراسکا (به انگلیسی: Frasca Field) یک فرودگاه همگانی است که یک باند فرود بتن دارد و طول باند آن ۱۲۲۰ متر است. این فرودگاه در کشور ایالات متحده آمریکا قرار دارد و در ارتفاع ۲۲۴ متری از سطح دریا واقع شده است.